# Copidosoma kirghizicum
Copidosoma kirghizicum är en stekelart som beskrevs av Svetlana N. Myartseva 1983. Copidosoma kirghizicum ingår i släktet Copidosoma och familjen sköldlussteklar. Inga underarter finns listade i Catalogue of Life.